# أرماندو دي رامون
أرماندو دي رامون (بالإسبانية: Armando de Ramón)‏ هو مؤرخ تشيلي، ولد في 6 فبراير 1927 في سانتياغو في تشيلي، وتوفي في 29 فبراير 2004.